# Вулиця Піскова (Тернопіль)
Вулиця Піскова — вулиця в житловому масиві «Східний» міста Тернополя. 

## Відомості
Розпочинається від вулиці Антона Манастирського, пролягає на південь в напрямку залізничної колії, де і закінчується. На вулиці розташовані декілька приватних будинків, багатоповерхівок та гаражний кооператив.

## Транспорт
Рух вулицею — двосторонній, дорожнє покриття — асфальт. Громадський транспорт по вулиці не курсує, найближчі зупинки знаходяться на вулицях Антона Манастирського та Лесі Українки.